# Mensignac
Mensignac är en kommun i departementet Dordogne i regionen Nouvelle-Aquitaine i sydvästra Frankrike. Kommunen ligger i kantonen Saint-Astier som tillhör arrondissementet Périgueux. År 2022 hade Mensignac 1 520 invånare.

## Befolkningsutveckling
Antalet invånare i kommunen Mensignac
Referens:INSEE